# Орден Заслуг (Норвегия)
Королевский Норвежский орден Заслуг (норв. Den Kongelige Norske Fortjenstorden) — государственная награда Норвегии. Учреждён 14 июня 1985 года королём Олафом V.

## История
Поскольку статут единственного норвежского ордена Святого Олафа ограничивал право получения ордена только подданными Норвегии, живущими на территории самой Норвегии, остро стоял вопрос о вознаграждении граждан Норвегии, живущих за рубежом, и иностранцев, за заслуги перед Норвегией. 14 июня 1985 года король Олаф V учредил такую награду — орден Заслуг. Новый орден по своему статуту стал эквивалентом ордена Святого Олафа.
Король Норвегии является гроссмейстером ордена. Наследник престола становится кавалером Большого креста по праву. Совет ордена состоит из трёх членов: канцлера, вице-канцлера и члена Совета. Начальник Королевского двора является канцлером ордена. Начальник протокола Министерства иностранных дел Норвегии является вице-канцлером. Третьим членом Совета является начальник канцелярии ордена Святого Олафа. Канцелярия ордена располагается в Министерстве иностранных дел Норвегии и находится в ведении начальника канцелярии и орденского секретаря.

## Степени ордена
Официально орден Заслуг состоит из трёх классов, два из которых подразделяются на подклассы. Фактически у ордена пять классов:
- Кавалер Большого креста (норв. Storkross)
- Командор, подразделяющийся на два подкласса:
  -  Командор со звездой (норв. Kommandør med stjerne )
  -  Командор (норв. Kommandør )
- Кавалер, подразделяющийся на два подкласса:
  -  Кавалер I класса (норв. Riddar av 1. klasse )
  -  Кавалер (норв. Riddar )

## Условия награждения
Орден Заслуг присуждается подданным Норвегии, работающим и живущим за пределами Норвегии (в основном дипломатам), а также иностранцам, за выдающиеся заслуги перед Норвегией.
Представления к награждению вносятся в Совет ордена и утверждаются королём. В особых случаях король может награждать по своему усмотрению, без представлений от Совета.

## Знаки ордена
Знак
Знак ордена представляет собой «клеверный» крест, покрытый красной эмалью в форме прямого креста. В центре креста наложен вензель короля Олафа V, заполненный красной эмалью. В углах креста древние норвежские короны. К верхнему концу креста припаяно кольцо, через которое пропущено ещё одно кольцо, посредством которого знак крепится к ленте. Знак кавалера серебряный, остальных степеней — золотой.
Звезда
Звезда ордена восьмиконечная, с наложенным в центре знаком ордена (пространство между коронами и сторонами креста заполнено белой эмалью). Звезда кавалеров Большого креста золотая, командоров со звездой — серебряная.
Лента
Лента ордена муаровая тёмно-синяя. Ширина ленты Большого креста — 10 см, командоров — 6 см, и кавалеров — 4 см.
В отличие от ордена Святого Олафа, знаки ордена Заслуг не требуется возвращать после смерти кавалера (но при получении более высокой степени знаки младшей степени необходимо возвращать в канцелярию ордена).

## Правила ношения
Кавалеры и кавалеры I класса носят знак ордена на ленте на левой стороне груди (дамы — на ленте в форме банта у левого плеча).
Командоры носят знак ордена на шейной ленте (дамы — на ленте в форме банта у левого плеча).
Командоры со звездой носят знак ордена на шейной ленте (дамы — на ленте в форме банта у левого плеча) и звезду на левой стороне груди.
Кавалеры Большого креста носят знак ордена на широкой ленте через правое плечо и звезду на левой стороне груди. Лица духовного звания, при богослужебном одеянии, носят знак Большого креста на такой же широкой ленте на шее.
Носится только старшая степень ордена.

## Статистика награждений
По данным официального сайта Норвежского королевского дома:
| Степень/год         | 2005 | 2006 | 2007 | 2008 | 2009 | 2010 | 2011 | 2012 | 2013 |
| ------------------- | ---- | ---- | ---- | ---- | ---- | ---- | ---- | ---- | ---- |
| Большой крест       | 7    | 12   | 29   | 19   | 4    | 9    | 5    | 1    | 4    |
| Командор со звездой | 0    | 14   | 31   | 11   | 0    | 5    | 3    | 7    | 1    |
| Командор            | 15   | 46   | 63   | 38   | 20   | 18   | 20   | 5    | 11   |
| Кавалер I класса    | 20   | 48   | 80   | 50   | 33   | 29   | 50   | 16   | 25   |
| Кавалер             | 0    | 5    | 40   | 9    | 1    | 2    | 4    | 2    | 0    |
| Всего               | 42   | 125  | 243  | 127  | 58   | 63   | 82   | 31   | 41   |